# Simon de Vlieger
Pour les articles homonymes, voir Vlieger.
Simon de Vlieger (né en 1601 à Rotterdam et mort en 1653 à Weesp, dans les Provinces-Unies), est un peintre de marine de l’âge d'or de la peinture néerlandaise notamment connu pour ses tableaux représentant la marine de la république des Provinces-Unies lors du siècle d'or néerlandais.

## Biographie
Il s'installe en 1634 à Delft où il intègre la guilde de Saint Luc, puis à Amsterdam en 1638. Dans les années 1630 et 1640, il est l'un des peintres de marines les plus réputés des Provinces-Unies. 

## Œuvre
Il est passé d'un style monochrome influencé par Jan Porcellis et Willem Van de Velde l'Ancien à une utilisation plus réaliste des couleurs, réalisant des peintures très détaillées et des représentations fidèles de gréements et de construction de navires. Il a également peint des navires au port, en pleine mer, dans la tempête ou des scènes de naufrages. Son œuvre a beaucoup influencé la génération postérieure de peintres de marines et il a été le maître de Willem Van de Velde le Jeune, Adriaen van de Velde et Jan van de Cappelle.
En dehors de ses peintures, il a également réalisé des tapisseries, des eaux-fortes et des vitraux pour la Nieuwe Kerk d'Amsterdam.
- Estuaire à la fin du jour (1640-1645), huile sur panneau, 37 × 58 cm, National Gallery of Art, Washington[1]
- La Revue de la flotte (1649), huile sur chêne, 71 × 92 cm, Kunsthistorisches Museum, Vienne[2]
- Un naufrage, Huile sur toile, 105 x 126, Musée Jeanne d'Aboville de La Fère

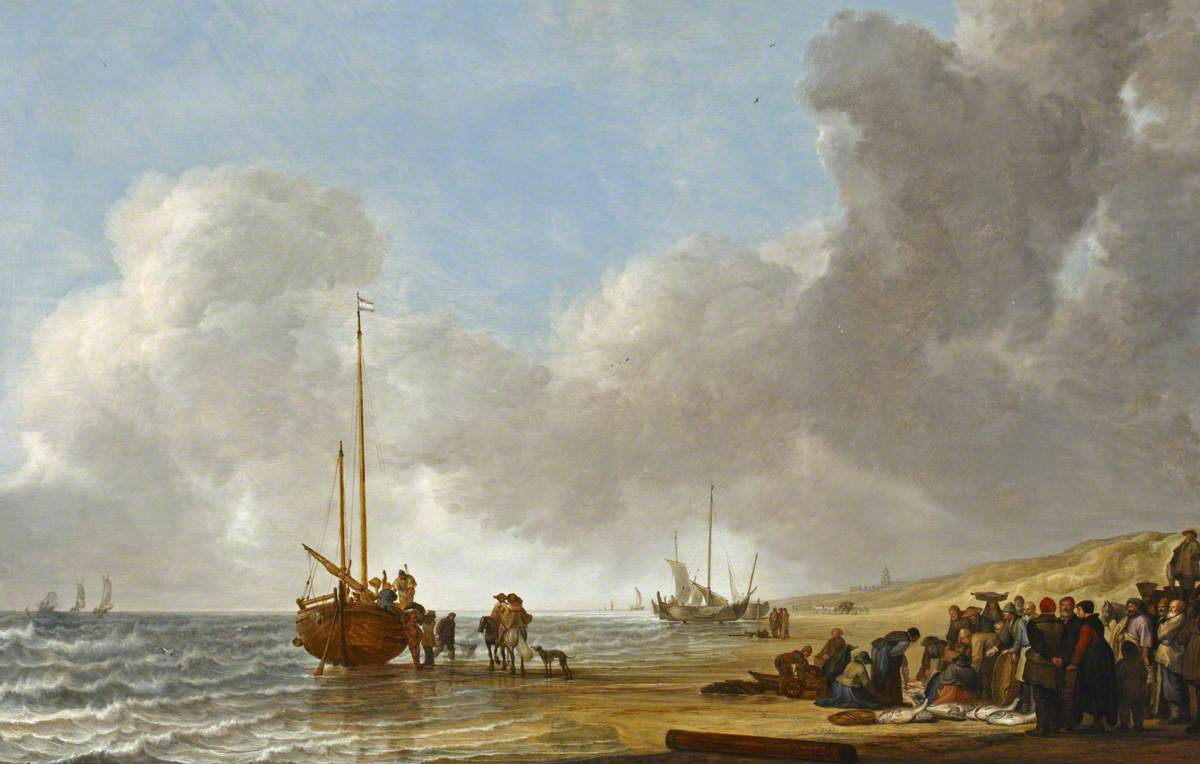
Fichier:Simon_de_Vlieger_(1601-1653)_-_The_Beach_at_Scheveningen_-_BHC0774_-_Royal_Museums_Greenwich.jpgThe beach at Scheveninghen, 1633 - Greenwich Royal Museum
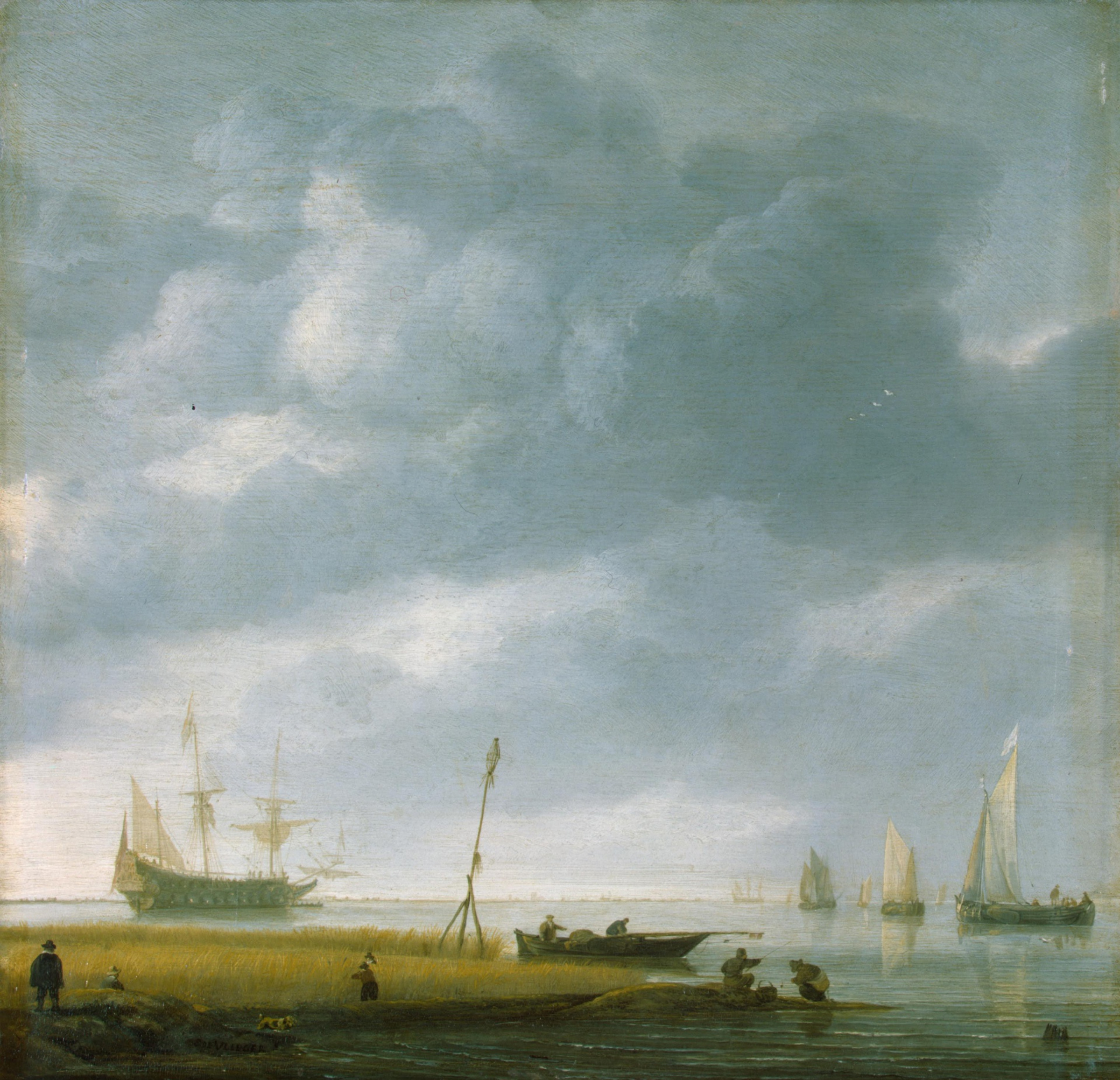
Fichier:Simon_de_Vlieger_-_Seashore_-_WGA25258.jpgSea Shore , 1639 - La Haye Mauritshuis
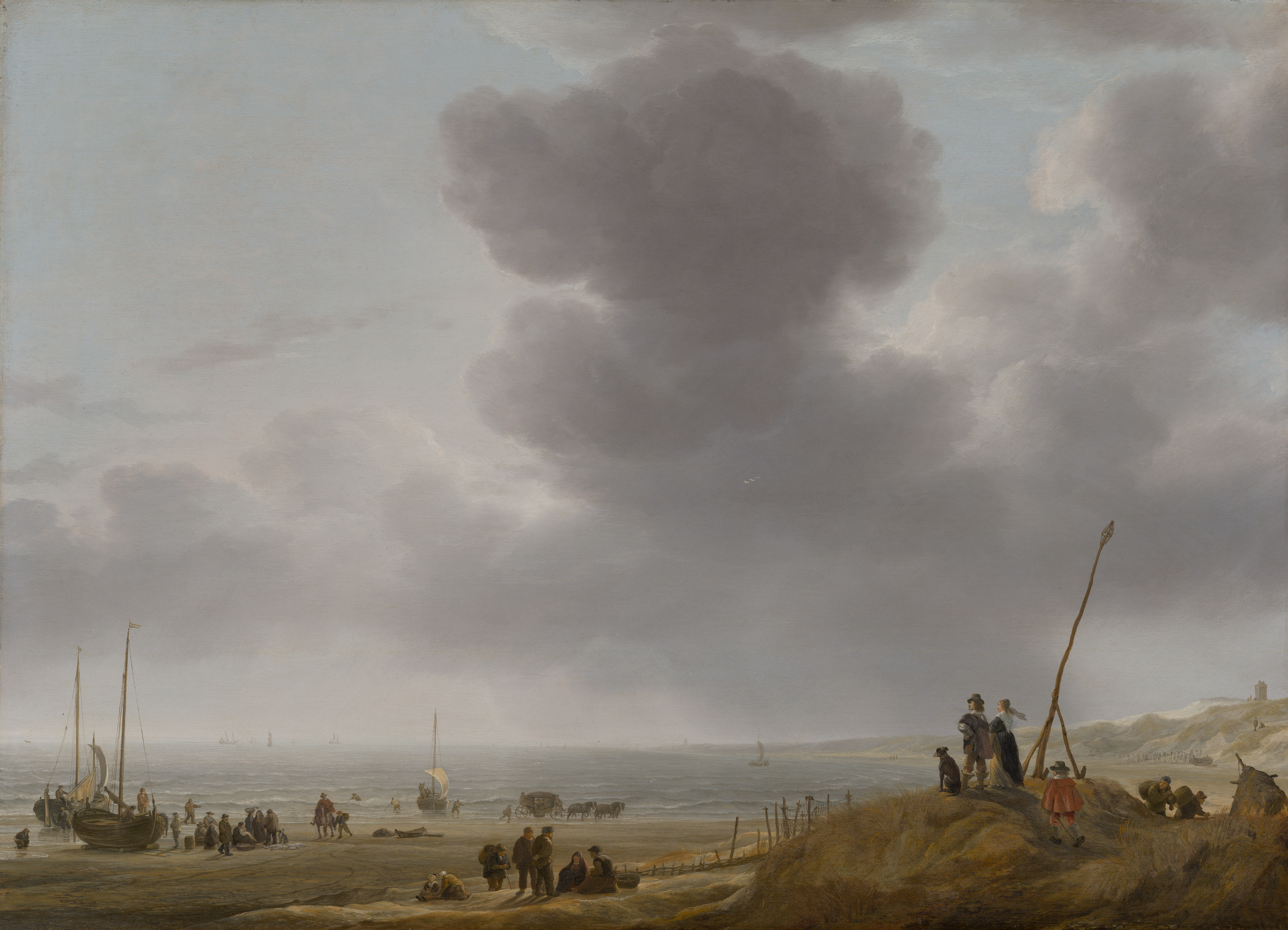
Fichier:Beach_view,_by_Simon_de_Vlieger.jpgBeach View, 1643 - La Haye, Mauritshuis